# Сиссе, Пап Абу
Пап Абу́ Сиссе́ (фр. Pape Abou Cissé; род. 14 сентября 1995, Пикине, Дакар) — сенегальский футболист, защитник. Выступал за сборную Сенегала. Участник чемпионата мира 2022 года.

## Клубная карьера
Сиссе — воспитанник клуба «Пикин» из своего родного города. В 2014 году он дебютировал за основной состав в чемпионате Сенегала. Летом того же года Сиссе перешёл во французский «Аяччо». 3 апреля 2015 года в матче против «Валансьена» он дебютировал в Лиге 2. 21 апреля 2017 года в поединке против «Ньора» Пап забил свой первый гол за Аяччо. Летом того же года Сиссе перешёл в греческий «Олимпиакос». 1 октября в матче против столичного «Атромитоса» он дебютировал в греческой Суперлиге. 14 октября в поединке против «Паниониоса» Пап забил свой первый гол за «Олимпиакос». В 2020 году он помог клубу выиграть чемпионат и завоевать Кубок Греции.
В начале 2021 года Сиссе на правах аренды перешёл в «Сент-Этьен». 3 февраля в матче против «Нанта» он дебютировал за новую команду. По окончании аренды Пап вернулся в «Олимпиакос».

## Международная карьера
В 2015 году в составе молодёжной сборной Сенегала Сиссе принял участие в молодёжном чемпионате мира в Новой Зеландии. На турнире он был запасным и на поле не вышел.
9 сентября 2018 года в отборочном матче Кубка Африки против сборной Мадагаскара Сиссе дебютировал за сборную Сенегала. 13 октября в отборочном поединке против сборной Судана Пап забил свой первый гол за национальную команду.
11 ноября 2022 года был включён в официальную заявку сборной Сенегала для участия в матчах чемпионата мира 2022 года в Катаре.

## Статистика

### Сборная
| 2018  | 2  | 1 |
| 2019  | 1  | 0 |
| 2020  | 1  | 0 |
| 2021  | 2  | 0 |
| 2022  | 10 | 0 |
| Всего | 16 | 1 |

| №  | Дата             | Оппонент         | Счёт      | Голы | Ассисты | Карточки | Минуты     | Соревнование                 |
| -- | ---------------- | ---------------- | --------- | ---- | ------- | -------- | ---------- | ---------------------------- |
| 1  | 13 октября 2018  | Судан            | 3:0       | 17′  | —       | —        | 90'        | Отбор КАН 2019 (группа А)    |
| 2  | 16 октября 2018  | Судан            | 3:0       | —    | —       | —        | 90'        | Отбор КАН 2019 (группа А)    |
| 3  | 26 марта 2019    | Мали             | 2:1       | —    | —       | 90+3'    | 90'        | Товарищеский матч            |
| 4  | 9 октября 2020   | Марокко          | 1:3       | —    | —       | —        | 34'( 56')  | Товарищеский матч            |
| 5  | 11 ноября 2021   | Того             | 1:1       | —    | —       | —        | 71'( 71')  | Отбор ЧМ-2022-КАФ (группа Н) |
| 6  | 14 ноября 2021   | Республика Конго | 2:0       | —    | —       | —        | 88'( 88')  | Отбор ЧМ-2022-КАФ (группа Н) |
| 7  | 10 января 2022   | Зимбабве         | 1:0       | —    | —       | —        | 90'        | КАН 2021 (группа В)          |
| 8  | 14 января 2022   | Гвинея           | 0:0       | —    | —       | —        | 90'        | КАН 2021 (группа В)          |
| 9  | 2 февраля 2022   | Буркина-Фасо     | 3:1       | —    | —       | 90+3'    | 1'( 90+2') | КАН 2021 (1/2 финала)        |
| 10 | 25 марта 2022    | Египет           | 0:1       | —    | —       | —        | 76'( 14')  | Отбор КАН 2021 (3-й раунд)   |
| 11 | 29 марта 2022    | Египет           | 3:1(пен.) | —    | —       | —        | 120'       | Отбор КАН 2021 (3-й раунд)   |
| 12 | 7 июня 2022      | Руанда           | 1:0       | —    | —       | —        | 13'( 77')  | Отбор КАН 2023 (группа L)    |
| 13 | 27 сентября 2021 | Иран             | 1:1       | —    | —       | —        | 90'        | Товарищеский матч            |
| 14 | 21 ноября 2022   | Нидерланды       | 0:2       | —    | —       | —        | 90'        | ЧМ-2022 (группа A)           |
| 15 | 25 ноября 2022   | Катар            | 3:1       | —    | —       | —        | 13'( 77')  | ЧМ-2022 (группа A)           |
| 16 | 29 ноября 2022   | Эквадор          | 2:1       | —    | —       | —        | 1'( 90+5') | ЧМ-2022 (группа A)           |

Итого: сыграно матчей: 16 / забито голов: 1; победы: 10, ничьи: 3, поражения: 3.

## Достижения
«Олимпиакос»
- Победитель греческой Суперлиги: 2019/20, 2021/22
- Обладатель Кубка Греции: 2019/2020

 «Сборная Сенегала»
- Обладатель Кубка африканских наций: 2021
- Серебряный призёр Кубка африканских наций: 2019

 «Сборная Сенегала (до 20 лет)»
- Серебряный призёр Кубка африканских наций (до 20 лет): 2015

Индивидуальные
- Лига Европы УЕФА — Молодёжная сборная турнира: 2018/19
- Греческая суперлига — Игрок месяца: Декабрь 2021/22